# (6404) Vanavara
(6404) Vanavara ist ein Asteroid des Hauptgürtels, der am 6. August 1991 vom belgischen Astronomen Eric Walter Elst am La-Silla-Observatorium (IAU-Code 809) der Europäischen Südsternwarte in Chile entdeckt wurde.
Benannt wurde er nach Wanawara, einem Ewenkendorf in der russischen Region Krasnojarsk. In 65 Kilometer Entfernung von der Handelssiedlung fand 1908 die heute unter dem Namen Tunguska-Ereignis bekannte Explosion statt.